# Объедовка
Объедовка — река в России, протекает по Савинскому району Ивановской области. Приток Уводи. Не судоходна.
Исток реки находится в лесах южнее посёлка Чёрные Пруды. Впадает в Уводь по правому берегу, при селе Вознесенье.
Вдоль русла реки расположены населённые пункты: Захарцево, Куземкино, Объедово, Вознесенье.
Система водного объекта: Уводь → Клязьма → Ока → Волга → Каспийское море.